# Savoia-Marchetti SM.79 Sparviero
Savoia-Marchetti SM.79 Sparviero ("Skobec") je bil trimotorni srednji bombnik/torpedni bombnik, ki so ga razvili v Italiji v 1930ih. Sprva je bil zasnovan kot hitro 8-sedežno potniško letalo, kasneje so ga predelali v bombnik. V letih 1937–39 je postavil 26 svetovnih rekordov in je nekaj časa veljal za najhitrejši srednji bombnik. Prvič se je bojno uporabil v Španski državljanski vojni, kasneje pa na vseh italijanskih frontah v 2. svetovni vojni. Uporabljal se je tudi po vojni, vse do začetka 1960ih. Zgradili so okrog 1250 letal in velja za eno najbolj prepoznavnih italijanskih letal 2. svetovne vojne. 
SM-79 je imel nizkonamščeno kantilever krilo in uvlačljivo pristajalno podvozje z repnim kolesom.  Trup je bil grajen iz varjenih jeklenih cevi, na sprednjem delu je bil pokrit z duraluminijem, na zgornjem delu je bil pokrit z duraluminijem in vezanim lesom, na vseh ostalih delih pa s tkanino. Krila so bila grajena iz vezanega lesa in so imela 2° 15' dihedral.

## Specifikacije (SM.79-III)
Splošne karakteristike
- Posadka: 6 (pilot, kopilot, inženir leta/operater strojnice, radio operater, bombardir, operater strojnice v repu)
- Dolžina: 16,2 m (53 ft 2 in)
- Razpon kril: 20,2 m (66 ft 3 in)
- Višina: 4,1 m (13 ft 6 in)
- Površina kril: 61,7 m² (664 ft²)
- Teža praznega letala: 7700 kg (16975 lb)
- Naložena teža: 10050 kg (25132 lb)
- Pogon letala: 3 ×  radialni motorji Alfa Romeo 128-RC18, 642 kW (860 KM)  vsak

 Zmogljivost 
- Maks. hitrost: 460 km/h (286 mph) na višini 3790 m (12450 ft)
- Doseg: 2600 km (1615 milj)
- Višina leta: 7500 m (24600 ft)
- Hitrost vzpenjanja: 5,3 m/s (1050 ft/min)
- Obremenitev kril: 165 kg/m² (33,8 lb/ft²)
- Razmerje moč/teža: 0,173 kW/kg (0,106 KM/lb)

Oborožitev

- Strelno orožje: ** 1 × 20 mm (0.79 in) MG 151 top v sprednjem delu
  - 2 × 12.7 mm (0.5 in) Breda-SAFAT strojnici na zgornjem delu
  - 2 × 7.7 mm (0.303 in) strojnici pri straneh (opcija)
- Bombe: Do 1200 kg bomb v notranjosti ali dva 450 mm (17,72 in) torpeda na zunanjih nosilcih